# Podhorany, Nitra
Podhorany este o comună slovacă, aflată în districtul Nitra din regiunea Nitra. Localitatea se află la altitudinea de 175 m deasupra n.m., se întinde pe o suprafață de 17,71 km2 și în 2017 număra 1.089 de locuitori.

## Istoric
Localitatea Podhorany este atestată documentar din 1113.

## Demografie
| An:                | 1994 | 2004    | 2014   | 2024   |
| ------------------ | ---- | ------- | ------ | ------ |
| Număr de persoane: | 1400 | 1062    | 1095   | 1154   |
| Diferență:         |      | −24,14% | +3,10% | +5,38% |

| An:                | 2023 | 2024   |
| ------------------ | ---- | ------ |
| Număr de persoane: | 1168 | 1154   |
| Diferență:         |      | −1,19% |